# Tylorida ventralis
Tylorida ventralis là một loài nhện trong họ Tetragnathidae.
Loài này thuộc chi Tylorida. Tylorida ventralis được miêu tả năm 1877 bởi Thorell.